# Hemigraphis bicolor
Hemigraphis bicolor är en akantusväxtart som beskrevs av Jacob Gijsbert Boerlage. Hemigraphis bicolor ingår i släktet Hemigraphis och familjen akantusväxter. Inga underarter finns listade i Catalogue of Life.